# 獄死

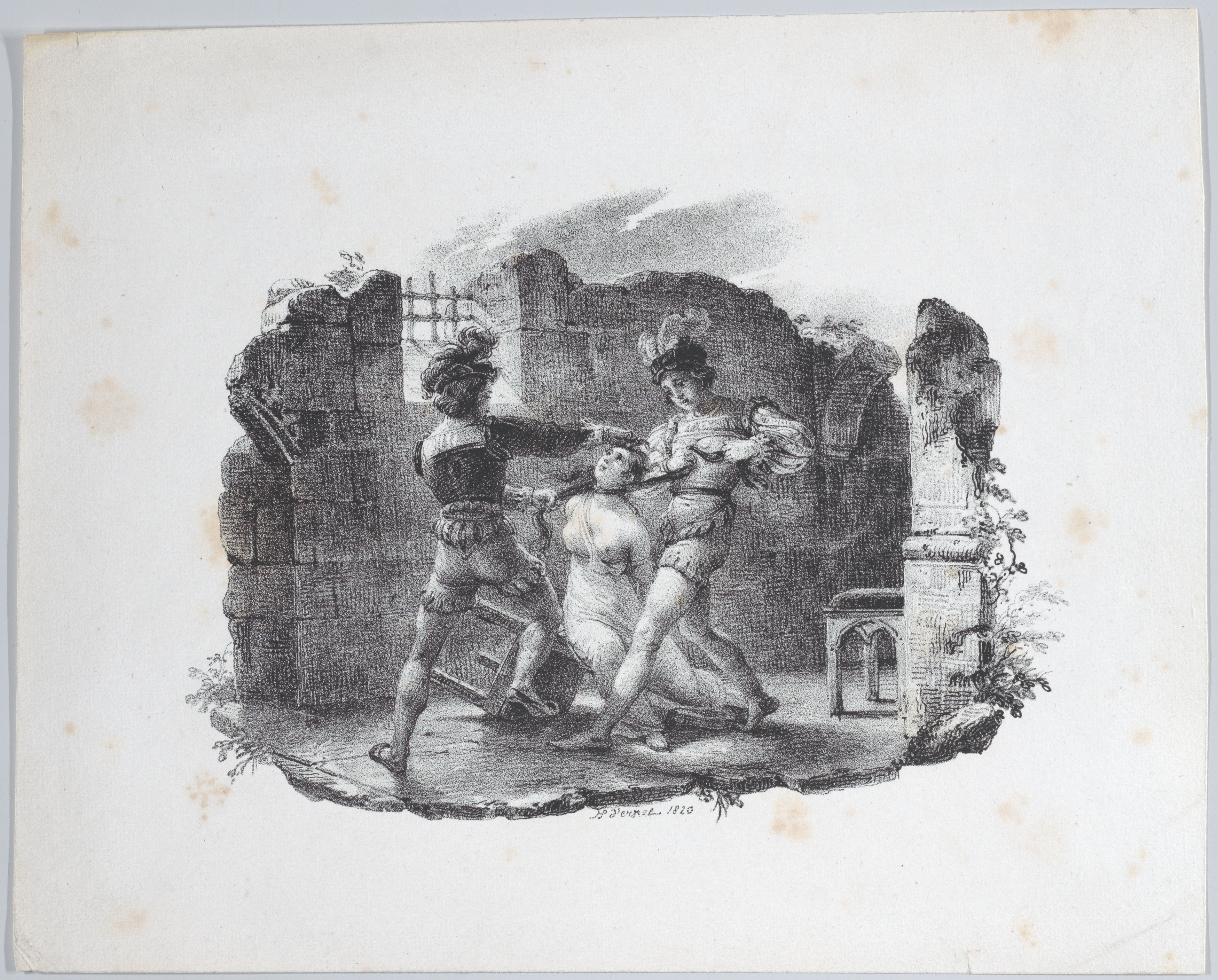
正式な死刑のかわりに、投獄中の虐待死や謀殺が古くから用いられている。『獄中におけるマルグリット・ド・ブルゴーニュの絞死』（オラース・ヴェルネ作、1820年）

獄死（ごくし、英: Death in prison）または獄中死とは、死刑執行以外の理由で拘禁・服役中の人物が死亡すること。
これには病死、寿命、アルコール・薬物中毒、自殺、受刑者間での私刑、法執行官による拷問・虐待・私刑・怠慢などが含まれる。

## 概略
前近代的で監視の行き届かない監獄では、受刑者間での私刑が横行し、あるいは牢役人・看守・獄卒からの拷問・虐待による死もありふれたものだった。
また、非民主的な政権下においては、政治犯などについて、裁判を経ない事実上の処刑として拘禁中に拷問・殺害される事例も見られる 。
近代的な刑務所または拘禁施設でも、医療体制を含めた生活環境上の問題を抱えていることが多く、死亡率は一般社会よりも高いものとなる傾向が見られ、また、死因の調査が不十分なことも多い  。

## 国別の事例

### アルゼンチン
汚い戦争を参照。

### 北朝鮮
北朝鮮人権問題を参照。

### 中国
中国の人権問題を参照。

### 日本
名古屋刑務所#名古屋刑務所事件およびウィシュマさん死亡事件を参照。

### バングラデシュ
バングラデシュ・ライフル隊反乱事件#裁判と判決を参照。

### フィリピン
ニュー・ビリビッド刑務所を参照。

### ミャンマー
インセイン刑務所を参照。

### リビア
アブ・サリム刑務所を参照。